# Clémence Calvin
Pour les articles homonymes, voir Calvin.
Clémence Calvin (née le 17 mai 1990 à Vichy) est une athlète française, spécialiste des courses de fond.

## Biographie
Clémence Calvin décroche la médaille d'argent par équipes lors des Championnats d'Europe de cross 2013, à Belgrade, en compagnie de Sophie Duarte, Christine Bardelle et Laila Traby, après avoir pris la 12e place de l'épreuve individuelle.
Vainqueur des championnats de France de cross-country en début de saison 2014, elle remporte en juin 2014 la Coupe d'Europe du 10 000 mètres à Skopje, en Macédoine du Nord, dans le temps de 31 min 52 s 86. Le 13 août, en finale du 10 000 mètres des championnats d'Europe de Zurich, Clémence Calvin obtient la médaille d'argent en 32 min 23 s 58, derrière la Britannique Joanne Pavey, 40 ans, qui s'impose en 32 min 23 s 39. Une autre Française, Laila Traby, complète le podium (32 min 26 s 03).
Le 11 août 2015, elle annonce renoncer aux championnats du monde de Pékin, après avoir dû faire face à un virus de la varicelle et un zona thoracique.
Le 4 juillet 2016, elle annonce son forfait pour les championnats d'Europe d'Amsterdam se déroulant les jours suivant, victime à nouveau d'un zona,.
Titulaire d'une licence en éco-gestion, elle poursuit des études de psychomotricité jusqu'en 2017.
Le 14 juin 2018, Clémence Calvin est sélectionnée par la FFA pour représenter la France sur le marathon aux championnats d'Europe de Berlin en août suivant, bien qu'elle n'ait jamais couru la distance. Quatre jours plus tard, lors de la Corrida de Langueux, elle améliore le record de France du 10 km sur route en parcourant la distance en 31 min 20 s, améliorant la marque de Nadia Prasad de dix-huit secondes, datant de 1994. Il s'agit par ailleurs de la meilleure performance européenne de l'année, ainsi que du record de la course, anciennement détenu par Gladys Yator en 31 min 39 s.
Le 12 août 2018, lors des championnats d'Europe 2018 à Berlin, pour son premier marathon, Clémence Calvin termine 2e en 2 h 26 min 28 s, derrière la Biélorusse Volha Mazuronak (2 h 26 min 22 s) et devant la Tchèque Eva Vrabcová-Nývltová (2 h 26 min 31 s).
En 2019, elle termine 3e du semi-marathon de Paris en 1 h 10 min 15 s derrière les Kényanes Nancy Kiprop (1h 9 min 12 s) et Lydia Mathati (1 h 9 min 25 s), respectivement première et deuxième.

### Dopage (2019)
Le 3 avril 2019, le journaliste Thierry Vildary annonce sur le réseau social Twitter qu'une « athlète française médaillée longues distances a refusé un contrôle inopiné AFLD la semaine dernière à Ifrane au Maroc. Interpellée dans la rue, elle aurait refusé de se soumettre aux contrôleurs ». Clémence Calvin est la seule athlète pouvant correspondre aux critères du journaliste. Le lendemain, la presse confirme l'identité de l'athlète incriminée. Elle aurait refusé un contrôle inopiné le  27 mars alors qu'elle préparait le marathon de Paris, dont elle est l'une des têtes d'affiche le 14 avril, pendant un stage au Maroc. Dans le viseur de l'AFLD depuis son retour de maternité et de sa performance lors de son premier marathon (2 h 26 min 28 s), elle attire les regards lorsqu'elle refuse un test antidopage lors du semi-marathon de Paris en mars 2019 pour valider son record de France du 5 km. Elle affirme que celui-ci lui est anecdotique et qu'elle le battra à nouveau bientôt. Le 5 avril, la presse française rapporte de nouveaux éléments sur cette affaire, et annonce que son mari Samir Dahmani aurait eu une altercation avec l'un des deux préleveurs de l'AFLD et que Calvin se serait ensuite enfuie, et que cet incident s'est déroulé à Marrakech. Les deux athlètes risquent des suspensions provisoires, dont une annulation de sa participation pour le marathon de Paris, puis d'une peine allant jusqu'à 4 années de suspension, et de la prison pour Dahmani.
Le 9 avril, elle rentre en France après 15 jours de silence et donne le lendemain une conférence de presse à Paris, racontant une scène étant « tout sauf un contrôle, une grande violence, une incompréhension totale ». Selon sa version, trois personnes se sont présentées à elle à Marrakech alors qu'elle jouait avec son fils et d'autres enfants dans la rue, prétextant être des policiers de France recherchant Samir Dahmani. Aucun contrôle n'aurait donc été réalisé, ce qui est en concordance avec l'AFLD, puisque l'athlète n'a toujours pas été notifiée d'une infraction antidopage, alors que cela aurait dû être le cas au plus tard une semaine après l'incident. Elle est néanmoins suspendue à titre provisoire, espérant tout de même participer au marathon de Paris. Alors qu'une enquête préliminaire a été ouverte à son encontre pour « infractions à la législation sur les produits dopants » (ici, détention de produits dopants), sa suspension provisoire est levée par le Conseil d’État le 12 avril, permettant à la Française de s'aligner au marathon de Paris.
Lors du marathon, elle termine à la 4e place derrière un triplé éthiopien (Gelete Burka, Azmera Gebru, Azmera Abreha) en battant le record de France de la distance en 2 h 23 min 41 s, un record qui doit être homologué avant de devenir officiel. Elle améliore de 2 min 47 s son record personnel, et de 41 secondes l'ancienne référence nationale détenue par Christelle Daunay depuis 2010,.
Le 11 décembre 2019, elle est suspendue 4 ans par l'AFLD, et fait appel de cette décision.
En septembre 2020, le verdict tombe, le conseil d’État décide de rejeter l’appel de Clémence Calvin et maintient la suspension,. Aussi son record au marathon de Paris ne sera pas homologué (suspension pour dopage).
En parallèle, l'AFLD la poursuit en diffamation, Clémence Calvin est relaxée en 2021 pour question de forme.
Depuis septembre 2022, elle fait à nouveau partie du groupe cible de l'AFLD, elle pourrait reprendre les compétitions après sa suspension en décembre 2023.
Le 2 août 2023, elle est placée en garde à vue à Marseille dans le cadre d'une enquête pour "infractions à la législation sur les produits dopants".
Le 7 janvier 2024, Clémence Calvin fait son retour en compétition et prend la quatrième place de la Prom’Classic de Nice (10 km).

## Vie privée
Clémence Calvin est en couple avec le coureur de 800 m Samir Dahmani. Leur fils, Zakaria, naît en 2017.

## Palmarès

### International
| Date | Compétition                            | Lieu        | Résultat | Épreuve       | Temps           |
| ---- | -------------------------------------- | ----------- | -------- | ------------- | --------------- |
| 2011 | Championnats d'Europe espoirs          | Ostrava     | 3e       | 5 000 m       | 16 min 02 s 07  |
| 2013 | Championnats d'Europe de cross         | Belgrade    | 2e       | Par équipes   |                 |
| 2014 | Coupe d'Europe du 10 000 mètres        | Skopje      | 1re      | 10 000 m      | 31 min 52 s 86  |
| 2014 | Championnats d'Europe                  | Zurich      | 2e       | 10 000 m      | 32 min 23 s 58  |
| 2015 | Championnats d'Europe par équipes      | Tcheboksary | 6e       | 3 000 m       | 9 min 26 s 18   |
| 2015 | Championnats d'Europe par équipes      | Tcheboksary | 3e       | 5 000 m       | 15 min 53 s 28  |
| 2015 | Championnats d'Europe de cross         | Hyères      | 7e       | Individuel    | 26 min 17 s     |
| 2015 | Championnats d'Europe de cross         | Hyères      | 2e       | Par équipes   | —               |
| 2016 | Semi-marathon de Lisbonne              | Lisbonne    | 6e       | Semi-marathon | 1 h 11 min 17 s |
| 2018 | Championnats du monde de semi-marathon | Valence     | 28e      | Semi-marathon | 1 h 11 min 51 s |
| 2018 | Championnats d'Europe                  | Berlin      | 2e       | Marathon      | 2 h 26 min 28 s |
| 2019 | Semi-marathon de Paris                 | Paris       | 3e       | Semi-marathon | 1 h 10 min 15 s |
| 2019 | Marathon de Paris                      | Paris       | DQ       | Marathon      | 2 h 23 min 41 s |

### National
- Championnats de France d'athlétisme :
  - vainqueur du 1 500 m en 2014
  - vainqueur du 5 000 m en 2015
- Championnats de France de cross-country :
  - vainqueur du cross long en 2013 et 2016
  - vainqueur du cross court en 2014

## Records
| Épreuve       | Temps            | Lieu     | Date            |
| ------------- | ---------------- | -------- | --------------- |
| 1 500 m       | 4 min 16 s 21    | Reims    | 13 juillet 2014 |
| 5 000 m       | 15 min 07 s 58   | Le Mans  | 23 mai 2014     |
| 10 000 m      | 31 min 52 s 86   | Skopje   | 7 juin 2014     |
| 10 km         | 31 min 20 s (NR) | Langueux | 16 juin 2018    |
| Semi-marathon | 1 h 09 min 52 s  | Olomouc  | 23 juin 2018    |
| Marathon      | 2 h 26 min 28 s  | Berlin   | 12 août 2018    |